# Галкинский район
Галкинский район — административно-территориальная единица в составе Челябинской и Курганской областей, существовавшая в 1935—1960 годах. Центр — село Галкино.

## История
Галкинский район был образован в составе Челябинской области на основании постановления ВЦИК от 18 января 1935 года. В его состав вошли 23 сельсовета, переданные из Шадринского (Песчанотаволжанский сельсовет), Шумихинского (Котликовский, Куликовский, Рижский, Стариковский и Травянский сельсоветы) и Щучанского районов (Галкинский, Гладский, Заозерский, Кнутовский, Михайловский, Могильский, Никитинский, Николаевский, Песчанский, Петровский, Прошкинский, Пуктышский, Утичьевский, Ушаковский, Чердаковский, Чудняковский и Якшинский сельсоветы).
В 1936—1940 гг. упразднён Могильский сельсовет.
6 февраля 1943 года Галкинский район вошёл в состав Курганской области.
Указом Президиума Верховного Совета РСФСР от 22 декабря 1948 года Песчанотаволжанский сельсовет передан в Батуринский район.
Указом Президиума Верховного Совета РСФСР от 22 ноября 1951 года упразднён Петровский сельсовет.
Указом Президиума Верховного Совета РСФСР от 14 июня 1954 года упразднены Гладский, Заозерский, Кнутовский, Никитинский, Утичьевский и Чердаковский сельсоветы.
Решением Кургаского облисполкома от 10 июня 1959 года упразднены Куликовский, Михайловский, Ушаковский и Чудняковский сельсоветы.
К ноябрю 1960 года в составе Галкинского района осталось 10 сельсоветов.
3 ноября 1960 года Галкинский район был упразднён, при этом Рижский, Травянский и Якшинский сельсоветы были переданы в Кировский район; Песчанский и Прошкинский сельсоветы — в Уксянский район; Галкинский, Котликовский и Стариковский сельсоветы — в Шумихинский район; Николаевский и Пуктышский сельсоветы — в Щучанский район.

## Население
По данным переписи 1939 года в Галкинском районе проживало 24 857 чел., в том числе русские — 98,7 %. По данным переписи 1959 года в Галкинском районе проживало 16 431 чел..

## СМИ
В районе издавалась газета «Ударник полей» (в 1952 переименована во «Вперёд к коммунизму».